# Ephemerella catawba
Ephemerella catawba is een haft uit de familie Ephemerellidae. De wetenschappelijke naam van de soort is voor het eerst geldig gepubliceerd in 1932 door Traver.
De soort komt voor in het Nearctisch gebied.